# Ta Tsun
Ta Tsun (ψ UMa / ψ Ursae Majoris / Psi Ursae Majoris) è per luminosità la settima stella della costellazione dell'Orsa Maggiore. Il nome deriva dal cinese e significa "la grande caraffa di vino". Dista 147 anni luce dal sistema solare.
È facilmente individuabile prolungando la linea immaginaria che va da Megrez a Phecda.

## Caratteristiche fisiche
La sua magnitudine apparente è pari a 3,01, mentre quella assoluta è -0,27, il che la rende 150 volte più luminosa del Sole. Giunta nello stadio di gigante arancione, il suo raggio è aumentato fino a 20 volte quello solare, a fronte di una temperatura superficiale più bassa, di 4550 K.
Come molte altre stelle giganti, Psi Ursa Majoris gira lentamente su se stessa, alla velocità di 1,1 km/s, impiegando 2,6 anni a completare una rotazione su se stessa. Nata circa 300 milioni di anni fa come una stella bianco-azzurra di sequenza principale, entro tempi relativamente brevi terminerà la sua esistenza come nana bianca.